# Besite
Besite ist ein osttimoresischer Ort im Suco Ulmera (Verwaltungsamt Bazartete, Gemeinde Liquiçá).

## Geographie und Einrichtungen
Der Ort liegt an der Küste der Straße von Ombai in der Aldeia Mane-Mori. Durch den Norden führt die Überlandstraße von Dili nach Liquiçá. Östlich schließt sich der Ort Cassait an. Nach Süden führt eine Straße nach Neran.
In Besite befinden sich der Sitz des Sucos Ulmera und das Hospital Ulmera.